# Tyrone (Georgia)
Tyrone – miasto w Stanach Zjednoczonych, w stanie Georgia, w hrabstwie Fayette.

## Demografia
W roku 2000 miasto zamieszkiwało 3916 osób, a gęstość zaludnienia wynosiła 118,3 osoby/km². W roku 2023 liczba mieszkańców wzrosła do 7949 osób, a gęstość zaludnienia przekroczyła 240 osób/km². Na przestrzeni niespełna ćwierćwiecza zaludnienie Tyrone zwiększyło się ponad 2-krotnie.